# Philaenus leucophthalmus
Philaenus leucophthalmus is een halfvleugelig insect uit de familie Aphrophoridae. De wetenschappelijke naam van deze soort is voor het eerst geldig gepubliceerd in 1758 door Linné.